# Marie Benešová
Marie Benešová (ur. 17 kwietnia 1948 w Pradze, zm. 11 listopada 2024) – czeska prawniczka i polityk, w latach 1999–2005 prokurator generalny, w latach 2013–2014 i 2019–2021 minister sprawiedliwości, deputowana do Izby Poselskiej.

## Życiorys
W 1966 zdała egzamin maturalny, a w 1971 ukończyła studia prawnicze na Uniwersytecie Karola w Pradze. Od 1971 do 1991 pracowała w prokuraturze okręgowej w Kladnie, od 1973 na stanowisku prokuratora. Później zatrudniona w Prokuraturze Generalnej. W latach 1996–1998 praktykowała jako adwokat. W 1999 objęła urząd prokuratora generalnego, który sprawowała do 2005, powracając następnie do wykonywania zawodu adwokata.
W 2006 wstąpiła do Czeskiej Partii Socjaldemokratycznej, w latach 2011–2013 była wiceprzewodniczącą tego ugrupowania. Zawiesiła członkostwo w ČSSD w związku z objęciem 10 lipca 2013 stanowiska ministra sprawiedliwości w technicznym rządzie, którym kierował Jiří Rusnok. Była w tym gabinecie jednocześnie przewodniczącą Rady Legislacyjnej, kończąc urzędowanie 29 stycznia 2014. Wcześniej w 2013 z ramienia socjaldemokratów uzyskała mandat deputowanej do Izby Poselskiej, który sprawowała przez jedną kadencję do 2017.
30 kwietnia 2019 z rekomendacji ANO 2011 ponownie została ministrem sprawiedliwości, dołączając do rządu Andreja Babiša. Ponownie kierowała też Radą Legislacyjną. Zakończyła urzędowanie w grudniu 2021.